# 위스퍼 (요괴워치)
요괴워치의 등장인물인 위스퍼(일본어: ウィスパー, 성우: 세키 토모카즈/홍범기)는 아는척 왕이자 자타공인 세바스찬을 능가하는 최고의 요괴집사라지만 실상은 그냥 아마추어 집사이다. 요괴가 나타나면 무조건 요괴패드를 꺼내 검색하고 그요괴의 정보를 알려주는 아주 바람직한 요괴집사이다.
어떤화에선 자신이 직구로 산 요괴퇴치부적의 사용법을 안 읽고 사용하다가 자신은 물론 지바냥까지 피해를 봤다. 약간 우리가 아는 혼령 형태의 요괴집사.

## 필살기
- 口からでまかせブレス(일본)
- 주절주절 브레스(한국)

## 참고 자료
- “妖怪ウォッチ｜キャラクター” (일본어). 2021년 9월 3일에 확인함.